# Lorenzo Davids
Pour les articles homonymes, voir Davids.
Lorenzo Davids est un joueur de football néerlandais né le 4 septembre 1986 à Paramaribo au Suriname.

## Biographie

### Carrière en club
Le 10 février 2007, il joue son premier match en Eredvisie avec NEC contre le Roda JC.
Le 19 mai 2011, il s'engage avec le club allemand du FC Augsburg, tout juste promu en Bundesliga.
Fin août 2012, il signe pour deux saisons en faveur de l'AFC Bournemouth.

### International
Il est sélectionné en équipe des Pays-Bas espoirs pour la première fois en octobre 2007.

## Palmarès
Néant

## Vie personnelle
Lorenzo est le cousin de la star internationale Edgar Davids.